# Phyllanthera
Phyllanthera är ett släkte av oleanderväxter. Phyllanthera ingår i familjen oleanderväxter.
Kladogram enligt Catalogue of Life:
| Phyllanthera | \| \| Phyllanthera bifida \| \| \| \| \| \| Phyllanthera grayi \| \| \| \| \| \| Phyllanthera lancifolia \| \| \| \| \| \| Phyllanthera multinervosa \| \| \| \| \| \| Phyllanthera nymanii \| \| \| \| \| \| Phyllanthera papillata \| \| \| \| \| \| Phyllanthera perakensis \| \| \| \| \| \| Phyllanthera sumatrana \| \| \| \| \| \| Phyllanthera takeuchiana \| \| \| \| |
|              | \| \| Phyllanthera bifida \| \| \| \| \| \| Phyllanthera grayi \| \| \| \| \| \| Phyllanthera lancifolia \| \| \| \| \| \| Phyllanthera multinervosa \| \| \| \| \| \| Phyllanthera nymanii \| \| \| \| \| \| Phyllanthera papillata \| \| \| \| \| \| Phyllanthera perakensis \| \| \| \| \| \| Phyllanthera sumatrana \| \| \| \| \| \| Phyllanthera takeuchiana \| \| \| \| |
|              | Phyllanthera bifida |
|              | |
|              | Phyllanthera grayi |
|              | |
|              | Phyllanthera lancifolia |
|              | |
|              | Phyllanthera multinervosa |
|              | |
|              | Phyllanthera nymanii |
|              | |
|              | Phyllanthera papillata |
|              | |
|              | Phyllanthera perakensis |
|              | |
|              | Phyllanthera sumatrana |
|              | |
|              | Phyllanthera takeuchiana |
|              | |